# Kazuaki Morita
Kazuaki Morita (jap. 森田 和明, Morita Kazuaki; * 27. November 1965 in Fukuoka) ist ein japanischer Spieleentwickler. Er arbeitet als Programmierer und Manager bei dem Unternehmen Systems Research & Development (SRD) und war in dieser Position zentral an der Umsetzung einiger Spiele der Reihen Super Mario und The Legend of Zelda involviert.

## Wirken
Der am 27. November 1965 in der japanischen Präfektur Fukuoka geborene Kazuaki Morita brachte sich seine Programmierkenntnisse selbst bei. Er wurde bei dem Unternehmen Systems Research & Development angestellt, das Anfang der 1980er Jahre begann, für den japanischen Videospielkonzern Nintendo Spiele zu programmieren. Das erste Spiel mit Moritas Beteiligung war die 1985 erschienene NES-Version von Ice Climber, welche er selbst als Aufwärmarbeiten für das NES bezeichnete.
Anschließend war Morita an der technischen Umsetzung von Super Mario Bros. involviert und trug auch kreativ zum Spiel bei, indem er die Gegnerart „Hammer-Bruder“ erschuf. Darauf wirkte er bei weiteren Super-Mario-Spielen mit und programmierte auch Spiele der Reihe The Legend of Zelda. Als er 1991 begann, Experimente mit dem Game Boy durchzuführen, begann die Entwicklung von The Legend of Zelda: Link’s Awakening. In dieses Spiel baute Morita, der sich als großen Angel-Fan bezeichnete, ein Angel-Minispiel ein, das seither in vielen weiteren Zelda-Spielen auftauchte.
Mitte der 1990er Jahre keimte 3D-Grafik auf. Das erste 3D-Spiel, an dessen Programmierung Morita mitwirkte, war Star Fox 64, durch das er Erfahrung mit 3D-Spielen sammeln konnte. In den folgenden Jahren war Morita hauptsächlich als leitender Programmierer eingesetzt. Außerdem ist er Vorstandsmitglied bei SRD und Manager der EAD-Zweigstelle in Kyoto.

## Ludographie
- Ice Climber (NES, 1985) – Programmierer
- Super Mario Bros. (NES, 1985) – Programmierer
- The Legend of Zelda (FDS, 1986) – Programmierer
- Super Mario Bros.: The Lost Levels (FDS, 1986) – Programmierer
- Zelda II: The Adventure of Link (NES, 1987) – Programmierer
- Yume Kōjō: Doki Doki Panic (FDS, 1987)/ Super Mario Bros. 2 (NES, 1988) – Programmierer
- Super Mario Bros. 3 (NES, 1988) – Programmierer
- Super Mario World (SNES, 1990) – Objekt-Programmierer
- The Legend of Zelda: A Link to the Past (SNES, 1991) – Objekt-Programmierer
- The Legend of Zelda: Link’s Awakening (GB, 1993) – Programmierer
- Super Mario World 2: Yoshi’s Island (SNES, 1995) – Programmierer
- Star Fox 64 (N64, 1997) – leitender Programmierer
- The Legend of Zelda: Ocarina of Time (N64, 1998) – Programmierer
- The Legend of Zelda: Majora’s Mask (N64, 2000) – Bossgegner-Programmierer
- The Legend of Zelda: The Wind Waker (GC, 2002) – leitender Programmierer
- The Legend of Zelda: Twilight Princess (GC/Wii, 2006) – leitender Programmierer
- The Legend of Zelda: Skyward Sword (Wii, 2011) – leitender Programmierer
- The Legend of Zelda: A Link Between Worlds (3DS, 2013) – Supervisor